# 穆斯圖瓦球場
穆斯圖瓦球場（法語：Stade du Moustoir，發音：[stad dy mustwaʁ]）是一座位於法國洛里昂多功能體育場，其官方正式名稱為伊夫·阿兰马特球場（法語：Stade Yves Allainmat），其來源自紀念洛里昂前市長伊夫·阿蘭馬。目前該球場主要用於足球比賽，並且是法國足球甲級聯賽球隊洛里昂足球俱樂部的主場球場。自2010年球場南邊新看台完工後，球場目前容納人數可達18,500人（18,110個座位）

## 外部連結
- Stade du Moustoir- FC Lorient office web（页面存档备份，存于） （法文）
- Stadium project for 2014 in pictures （法文）